# Верхняя Вязовка
Ве́рхняя Вя́зовка — село в Бузулукском районе Оренбургской области России. Административный центр муниципального образования сельского поселения Верхневязовский сельсовет.

## География
Удалённость от районного центра — 45 км, от ближайшей ж/д станции — 50 км.

Расстояние до областного центра — 295 км.

## История
Образовано, примерно, в 1765 году чувашскими переселенцами. Названо от речки Вязовки, на которой село стоит. «Верхняя», относительно «Вязовки Нижней», расположенной ниже по течению реки. В 1872 году была построена церковь во имя Архистратига Михаила.

## Население
| 2003 | 2010 |
| ---- | ---- |
| 703  | ↗735 |

Национальный состав
По данным Всероссийской переписи населения 2010 года:
| № | Национальность | Численность, чел. | Доля |
| - | -------------- | ----------------- | ---- |
| 1 | русские        | 621               | 84 % |
| 2 | чуваши         | 41                | 6 %  |
| 3 | украинцы       | 15                | 2 %  |
| 4 | белоруссы      | 11                | 2 %  |
| 5 | казахи         | 11                | 2 %  |
| 6 | армяне         | 9                 | 1 %  |
| 7 | мордва         | 7                 | 1 %  |
| 8 | другие         | 20                | 3 %  |

.

## Достопримечательности
Обелиск воинам-землякам, погибшим на фронтах ВОВ в 1941—1945 гг.

## Учреждения социальной сферы
- Муниципальное образовательное учреждение «Верхневязовская средняя общеобразовательная школа».
- Муниципальное дошкольное образовательное учреждение "Детский сад «Радуга».
- УФПС Оренбургской области филиал ФГУП «Почта России».
- Участковая больница.